# 1980 Tour
Il 1980 Tour è stato il tour musicale di debutto del gruppo inglese dei Depeche Mode, intrapreso durante il 1980. 

## Descrizione
Fu un tour che comprese nella setlist future canzoni discografiche poi presenti nell'album di debutto Speak & Spell uscito nel 1981, contrariamente a The Price of Love, Television Set, Reason Man, Tomorrow's Dance e Addiction (Ghost of Modern Times) che non furono mai registrate ufficialmente in studio.

## Scaletta
1. Big Muff
2. Ice Machine
3. The Price Of Love
4. Dreaming of Me
5. New Life
6. Television Set
7. Reason Man
8. Photographic
9. Tomorrow's Dance
10. Addiction (Ghost of Modern Times)
11. I Sometimes Wish I Was Dead
12. Tora! Tora! Tora!
13. Just Can't Get Enough

## Date
| Data       | Città           | Paese       | Luogo               | Note |
| ---------- | --------------- | ----------- | ------------------- | ---- |
| Europa     |                 |             |                     |      |
| 31/05/1980 | Londra          | Regno Unito | St. Nicholas School |      |
| 02/07/1980 | Southend-on-Sea | Regno Unito | Alexandra Pub       |      |
| 16/08/1980 | Londra          | Regno Unito | Crocs               |      |
| 30/08/1980 | Londra          | Regno Unito | Crocs               |      |
| 20/09/1980 | Londra          | Regno Unito | Crocs               |      |
| 24/09/1980 | Londra          | Regno Unito | Bridgehouse         |      |
| 11/10/1980 | Londra          | Regno Unito | Crocs               |      |
| 16/10/1980 | Londra          | Regno Unito | Bridgehouse         |      |
| 23/10/1980 | Londra          | Regno Unito | Bridgehouse         |      |
| 25/10/1980 | Londra          | Regno Unito | Crocs               |      |
| 29/10/1980 | Londra          | Regno Unito | Ronnie Scott's      |      |
| 30/10/1980 | Londra          | Regno Unito | Bridgehouse         |      |
| 08/11/1980 | Londra          | Regno Unito | Crocs               |      |
| 12/11/1980 | Londra          | Regno Unito | Bridgehouse         |      |
| 14/11/1980 | Southend-on-Sea | Regno Unito | Technical College   |      |
| 29/11/1980 | Londra          | Regno Unito | Crocs               |      |
| 10/12/1980 | Londra          | Regno Unito | Bridgehouse         |      |
| 18/12/1980 | Londra          | Regno Unito | The Venue           |      |
| 28/12/1980 | Londra          | Regno Unito | Bridgehouse         |      |

## Musicisti
- Dave Gahan - voce
- Vince Clarke - sintetizzatori, cori
- Martin Gore - sintetizzatori, cori
- Andy Fletcher - sintetizzatori